# Demarata
Demarata fou una princesa siracusana filla de Hieró II, casada amb Andranòdoros de Siracusa, el guardià del futur sobirà Jerònim de Siracusa.
Després de l'assassinat de Jerònim va convèncer el seu marit d'assolir el poder, però la poca decisió d'Andranòdoros va fer que es tirés enrere i entregués el poder al poble de Siracusa. Després de l'establiment de la república, Demarata i el seu marit van ser fets presoners i finalment assassinats juntament amb la seva neboda Harmonia, probablement l'any 212 aC, segons diu Titus Livi.